# Волочаевские дни
«Волочаевские дни» — советский историко-революционный фильм, снятый на киностудии «Ленфильм» в 1937 году режиссёрами братьями Васильевыми.
Премьера фильма состоялась 20 января 1938 года.

## Сюжет
В 1918 году на рейде Владивостока появляется японская эскадра. На флагманском корабле полковник Усижима (артист Лев Свердлин), возглавляющий японский экспедиционный корпус, беседует с американским журналистом. Полковник заявляет, что его хобби — ботаника и он прибыл в Сибирь собирать незабудки, которые можно найти только в Сучанском районе. На самом деле японцам нужен лишь повод для интервенции. Организация провокации поручена белогвардейскому поручику Гришину. Поручик совершает убийство японского часовщика. Вслед за этим во Владивостоке высаживаются японские войска.

## В ролях
- Варвара Мясникова — засл. арт. респ. — Маша (роль переозвучила — Клара Лучко)
- Николай Дорохин — Андрей (роль переозвучил — Евгений Матвеев)
- Лев Свердлин — полковник Усижима
- Юрий Лавров — поручик Гришин
- Василий Гущинский — есаул (роль переозвучил — Вячеслав Шалевич)
- Борис Блинов — матрос Бублик
- Владимир Лукин — крестьянин Егор Квитко
- Иван Добролюбов — Фалалей
- Александр Морозов — Трофимыч
- Андрей Апсолон — помощник машиниста Лёнька
- Фёдор Чагин — Семён Николаевич
- Алексей Матов — Валерий Яковлевич
- Бори Хайдаров — пленный японец (в титрах указан как — Борис Хайдаров)
- Борис Чирков — засл. арт. респ. — хитрый старик
- Иван Сизов — партизан
- Всеволод Семёнов — партизан
- Сергей Филиппов — партизан
- Анатолий Кузнецов — партизан
- Василий Меркурьев — пьяный докер
- Павел Волков — эпизод
- Валерий Соловцов — эпизод
- Сергей Карнович-Валуа — церковный регент
- Константин Сорокин — пьяный

## Съёмочная группа
- Авторы сценария и постановки — режиссёры братья Васильевы
- Директор картины — Александр Гинзбург
- Шеф-оператор — Александр Сигаев
- Оператор — Аполлинарий Дудко
- Композитор — Дмитрий Шостакович
- Автор текста партизанской песни — Андрей Апсолон

### Восстановленная версия
Фильм восстановлен на киностудии «Мосфильм» в 1967 году.